# ناتینگ‌هیل (میزوری)
ناتینگ‌هیل (به انگلیسی: Nottinghill) یک منطقهٔ مسکونی در ایالات متحده آمریکا است که در میزوری واقع شده‌است. ناتینگ‌هیل ۳۱۸ متر بالاتر از سطح دریا واقع شده‌است.